# Quae in patriarchatu
Quae in patriarchatu (с лат. — «Что в патриархате») — энциклика Римского папы Пия IX, изданная 16 ноября 1876 года и предназначенная патриарху Халдейской католической церкви Иосифу VI Аудо. В этой энциклике Римский папа Пий IX излагает сложную ситуацию, сложившуюся в Халдейской католической церкви после незаконного рукоположения Иосифом VI Аудо четырёх епископов. Римский папа Пий IX объявляет о приостановлении юрисдикции патриарха на все епархии Халдейской католической церкви и грозит отлучением патриарху, если тот в течение месяца после получения энциклики не отзовёт рукоположенных епископов и не откажется от своих претензий на малабарскую церковь.